# スウェーデンの教育

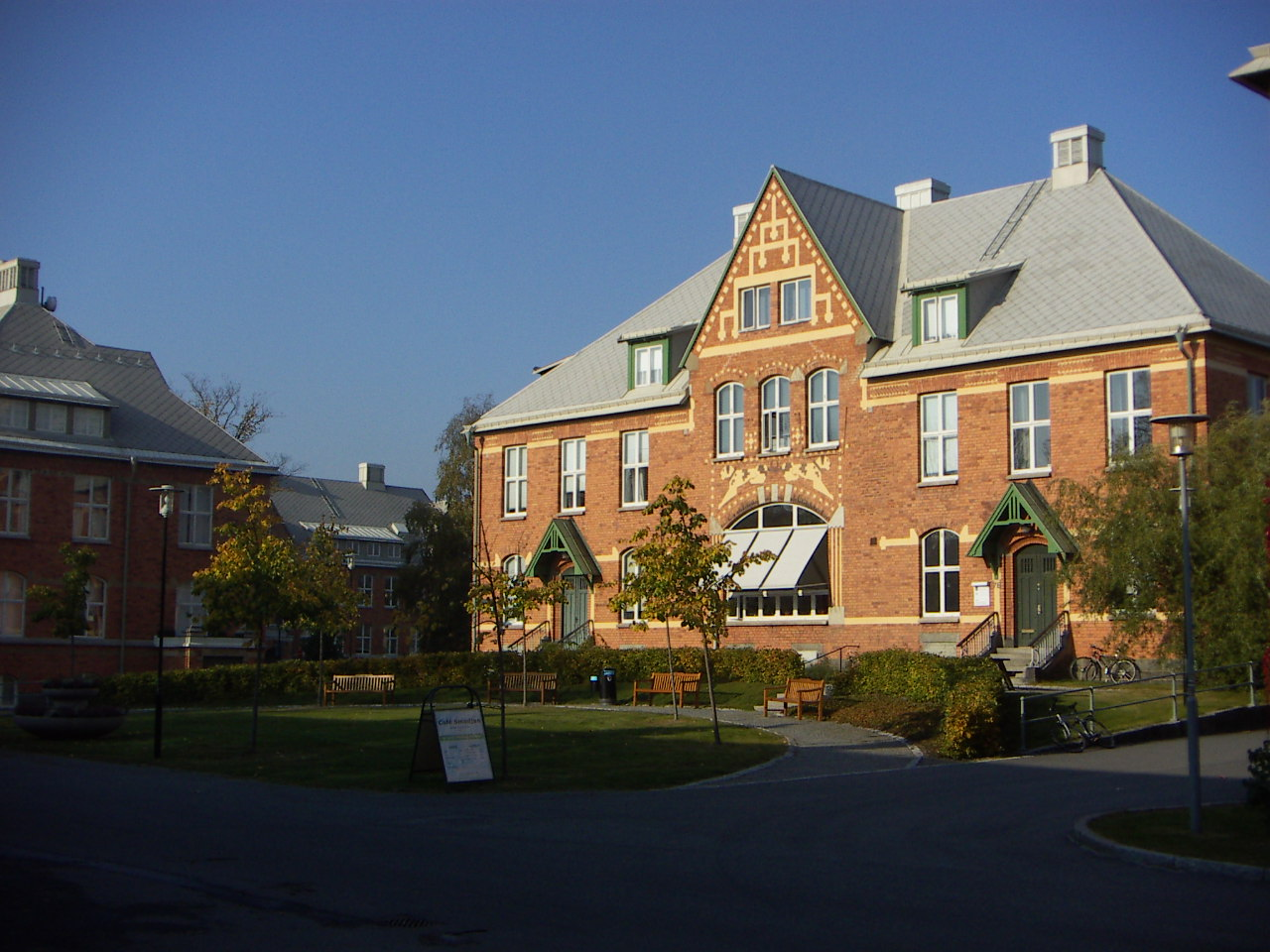
ストックホルム大学。ノーベル賞受賞者の記念講演会場

スウェーデンの教育（典: Utbildning i Sverige）は6-16歳までの子供・若者に対して義務教育として、無償で提供される。学事暦は秋学期と春学期の2期に分かれており、前者は8月の終わりからクリスマス休暇まで、後者は年初から6月中旬までとなる。
学校制度は基礎学校、高校、大学およびカレッジから成り、自治体立の公立学校と、運営費の大半が公費で賄われる民間立の自立学校に大別される。また、公的な成人教育機関であるコンヴックスやフォルケホイスコーレ、労働者教育協会、その他の民間教育企業が多様な教育機会を提供している。
歴史的には、基礎教育は1200年代から始まったとされ、高校レベルの教育は1600年代に、大学レベルの学術教育は1477年にウプサラ大学で始められたとされている。
行政制度としては、スウェーデン教育研究省が教育に関する課題を所掌する。プリスクール、学校と成人教育に関する管理と支援、統計情報の収集等は学校教育庁が管轄し、監査や自立学校の設置認可、いじめや不当な扱いに関する相談業務は学校監査庁が担当する。
高等教育に関しては、評価や質保証、法的監督と効果検証、フォローアップと統計情報の収集に責任を持つ高等教育局 (Universitetskanslersämbetet) が、進学情報の提供や試験、ITシステムやオンラインサービスの提供と開発、留学生の仲介、外国の教育歴の評価等は大学・カレッジ委員会 (Universitets- och högskolerådet) が担当する。
2019年の調査（スウェーデン人25–75歳を対象）：
- 前期中等教育までの教育を9年未満受けた人　280,369人（約3.8%）
- 前期中等教育までの教育を9年間受けた人（基礎学校卒業相当）　969,922人（約13.1%）
- 高校教育を2年まで受けた人　1,408,324人（約19.0%）
- 高校教育を3年間受けた人（高校卒業相当）　1,741,169人（約23.5%）
- 後期中等教育以降の教育を3年未満受けた人　1,082,077人（約14.6%）
- 後期中等教育以降の教育を3年以上受けた人（学士相当）　1,639,128人（約22.1%）
- 大学院博士課程の教育を受けた人　84,215人（約1.1%）
- 教育歴不明　205,716人（約2.8%）[7]

## 教育段階
| 教育の種類                                                                              | 学校                                                    | 学校 | 学年      | 学年      | 学年        |
| --------------------------------------------------------------------------------------- | ------------------------------------------------------- | --- | --------- | --------- | ----------- |
| Forskarutbildning (forskarnivå) 大学院教育 (博士課程)                                   | Universitet 大学                                        | Högskola som har vetenskapsområde University college entitled to conduct research in a particular discipline | 4:e året  | 4:e året  | 4:e året    |
| Forskarutbildning (forskarnivå) 大学院教育 (博士課程)                                   | Universitet 大学                                        | Högskola som har vetenskapsområde University college entitled to conduct research in a particular discipline | 3:e året  |           |             |
| Forskarutbildning (forskarnivå) 大学院教育 (博士課程)                                   | Universitet 大学                                        | Högskola som har vetenskapsområde University college entitled to conduct research in a particular discipline | 2:a året  |           |             |
| Forskarutbildning (forskarnivå) 大学院教育 (博士課程)                                   | Universitet 大学                                        | Högskola som har vetenskapsområde University college entitled to conduct research in a particular discipline | 1:a året  |           |             |
| Grundläggande högskoleutbildning (grundnivå & avancerad nivå) 高等教育 (学士・修士課程) | Universitet 大学 2–5 年                                 | Högskola University college 2–5年                                                                            | 5:an      | 5:an      | Årskurs 5   |
| Grundläggande högskoleutbildning (grundnivå & avancerad nivå) 高等教育 (学士・修士課程) | Universitet 大学 2–5 年                                 | Högskola University college 2–5年                                                                            | 4:an      | 4:an      | Årskurs 4   |
| Grundläggande högskoleutbildning (grundnivå & avancerad nivå) 高等教育 (学士・修士課程) | Universitet 大学 2–5 年                                 | Högskola University college 2–5年                                                                            | 3:an      | 3:an      | Årskurs 3   |
| Grundläggande högskoleutbildning (grundnivå & avancerad nivå) 高等教育 (学士・修士課程) | Universitet 大学 2–5 年                                 | Högskola University college 2–5年                                                                            | 2:an      | 2:an      | Årskurs 2   |
| Grundläggande högskoleutbildning (grundnivå & avancerad nivå) 高等教育 (学士・修士課程) | Universitet 大学 2–5 年                                 | Högskola University college 2–5年                                                                            | 1:an      | 1:an      | Årskurs 1   |
| Gymnasieutbildning 後期中等教育                                                         | Gymnasieskola ギムナジウム 16–19歳                      | Gymnasieskola ギムナジウム 16–19歳                                                                           | 3:an      | 3:an      | Tredje ring |
| Gymnasieutbildning 後期中等教育                                                         | Gymnasieskola ギムナジウム 16–19歳                      | Gymnasieskola ギムナジウム 16–19歳                                                                           | 2:an      | 2:an      | Andra ring  |
| Gymnasieutbildning 後期中等教育                                                         | Gymnasieskola ギムナジウム 16–19歳                      | Gymnasieskola ギムナジウム 16–19歳                                                                           | 1:an      | 1:an      | Första ring |
| Grundskoleutbildning 初等教育 (primary school)                                          | Grundskola 基礎学校 Compulsory school 7–16歳 (義務教育) | Grundskola 基礎学校 Compulsory school 7–16歳 (義務教育)                                                      | 9:an      | Skolår 9  | Årskurs 9   |
| Grundskoleutbildning 初等教育 (primary school)                                          | Grundskola 基礎学校 Compulsory school 7–16歳 (義務教育) | Grundskola 基礎学校 Compulsory school 7–16歳 (義務教育)                                                      | 8:an      | Skolår 8  | Årskurs 8   |
| Grundskoleutbildning 初等教育 (primary school)                                          | Grundskola 基礎学校 Compulsory school 7–16歳 (義務教育) | Grundskola 基礎学校 Compulsory school 7–16歳 (義務教育)                                                      | 7:an      | Skolår 7  | Årskurs 7   |
| Grundskoleutbildning 初等教育 (primary school)                                          | Grundskola 基礎学校 Compulsory school 7–16歳 (義務教育) | Grundskola 基礎学校 Compulsory school 7–16歳 (義務教育)                                                      | 6:an      | Skolår 6  | Årskurs 6   |
| Grundskoleutbildning 初等教育 (primary school)                                          | Grundskola 基礎学校 Compulsory school 7–16歳 (義務教育) | Grundskola 基礎学校 Compulsory school 7–16歳 (義務教育)                                                      | 5:an      | Skolår 5  | Årskurs 5   |
| Grundskoleutbildning 初等教育 (primary school)                                          | Grundskola 基礎学校 Compulsory school 7–16歳 (義務教育) | Grundskola 基礎学校 Compulsory school 7–16歳 (義務教育)                                                      | 4:an      | Skolår 4  | Årskurs 4   |
| Grundskoleutbildning 初等教育 (primary school)                                          | Grundskola 基礎学校 Compulsory school 7–16歳 (義務教育) | Grundskola 基礎学校 Compulsory school 7–16歳 (義務教育)                                                      | 3:an      | Skolår 3  | Årskurs 3   |
| Grundskoleutbildning 初等教育 (primary school)                                          | Grundskola 基礎学校 Compulsory school 7–16歳 (義務教育) | Grundskola 基礎学校 Compulsory school 7–16歳 (義務教育)                                                      | 2:an      | Skolår 2  | Årskurs 2   |
| Grundskoleutbildning 初等教育 (primary school)                                          | Grundskola 基礎学校 Compulsory school 7–16歳 (義務教育) | Grundskola 基礎学校 Compulsory school 7–16歳 (義務教育)                                                      | 1:an      | Skolår 1  | Årskurs 1   |
| Förskoleklass Preschool class (preschool)                                               | Förskoleklass Preschool class 6歳                       | Förskoleklass Preschool class 6歳                                                                            | Årskurs F | Årskurs F | Årskurs F   |
| Förskoleverksamheten Preschool activities (preschool)                                   | Förskola Pre-school 1–5歳                               | Förskola Pre-school 1–5歳                                                                                    |           |           |             |

## 中等教育まで

### 保育・幼児教育
0歳からプリスクール (förskola) に参加可能（任意・有償）。プリスクールは子供の保育、発達と学習の機会を提供する。
1歳になった子供には、保護者の就労や就学の状況、あるいは子供のニーズと家庭の状況等に応じてプリスクールに参加することができる。また、育児休業法 に基づき、一日当たり3時間以上、あるいは週当たり15時間以上プリスクールに通うことができる。
3歳になって最初の秋学期からは、すべての子供にプリスクールで年に525時間以上の活動に参加する権利が与えられる。
2019/20年度においては、全国に9,750園のプリスクール(うち公立6,941園、自立2,809園)あり、521,885人(うち公立414,452人、自立107,772人）の子供が通っている。

### 就学前・初等・前期中等教育
すべての子供に6歳になった最初の秋学期から就学前学級（förskoleklass）に参加する。就学前学級は2018年より義務教育になった。 就学前学級への入学者選抜や進級にテストや適性検査を用いることは法により禁じられている。
2019/20年度においては、全国に3,613学級の就学前学級（うち公立3,000学級、国立10学級、自立592学級、インターナショナルスクール11学級）あり、121,956人（うち公立108,065人、国立78人、自立13,305人、インターナショナルスクール508人）の生徒が通っている。
基礎学校（grundskola） は6歳（就学前学級）から10年間の義務教育機関である。 特別基礎学校(grundsärskolan)、特別学校(specialskolan)、サーメ学校(Sameskolan)もある。
2019、20年度においては、全国に4,829校の基礎学校（うち公立3,982校、国立（サーメ学校）5校、自立823校、インターナショナルスクール18校）あり、1,086,180人(うち公立912,582人、国立172人、自立167,372人、インターナショナルスクール6,044人）の生徒が通っている。また、特別基礎学校は572校（うち公立539校、自立33校）あり、12,279人（うち公立11,571人、自立708人）が通い、特別学校は10校（すべて国立）に699人が通っている。
筆記用具・通学のバス代等を含めてすべて無償で、学校には無償で給食を提供する義務がある。

#### 成績評価
基礎学校では、法の定めによりかつては8年生まで数値による評価を受けなかったが、現在では6年生の秋学期から学期ごとに成績を受け取るようになっている（特別基礎学校でも6年生から、特別学校では7年生から10年生、サーメ学校では6年生のみ）。6年生までは文章により評価が伝達される。
例外として、2017年秋学期から2021年6月までは全国の14の基礎学校において、4年生と5年生にも成績をつける実験活動を行っている。また、2012年からは、2024年度までの実験として、全国の24の基礎学校において、7年生から9年生の間に高校の一部教科（数学、生物、物理、化学、地理、歴史、宗教学、社会科学、英語、選択言語）を先行して教える実験も行い、高校の単位と成績を付与している。
成績はかつて「可 (godkänd (G))」「良 (Väl godkänd (VG))」「優 (Mycket väl godkänd (MVG))」「不可 (Icke godkänd (IG))」でつけられていたが、現在はA, B, C, D, E, Fの6段階で評価される。このうちAが最も優れており、Fは不可である。長期欠席等の理由により成績が付与できない場合には指導要録に横棒(-)を記す。
6年生についてのみ、理科と社会科を統合して教えている場合には、学校は総括的評価としてブロック評価（blockbetyg)を与えることもできる。
3年生、6年生、9年生を対象にナショナル・テストが実施されているが、これは公平・公正な評価のためのツールとされ、担当教員はナショナル・テストの成績と普段の学習の様子を総合して評価する。
教員資格を認証されていない教員は独自に成績を付与することができないため、認証を受けている教員(legitimerad lärare)と共に評価し、指導要録には両者のサインを書いたうえで成績を付与する。

### 後期中等教育
後期中等教育はギムナジウムと呼ばれる高等学校にてなされる。学習キャリアは高等教育進学準備と、職業教育に分かれている。
- 期間：3年
- 登録学生数（2009/10年）：394,771[1]
- 入学手続き：学生は初等教育の成績を基に評価される
- プログラム：
  - 学習プログラムは、4コースに分類される
    - コア科目：全学生が履修
    - program-specific subjects：プログラム学習のために必修な科目
    - orientation subjects：関連選択科目。2、3年次に履修。
    - individually selected courses：自由選択科目。2、3年次に履修。

成績評価は、基礎学校と同じ。

### 自立学校
- 1992年、政府は民間立の学校へ公立学校と同等の助成金支給を決定。多くの自治体で教育費の疑似バウチャー制(skolpeng)と学校選択制の導入が始まる[28]。
- 2008年、自立学校の数：900校[29]　国内児童の10％以上が、自立学校へ登録[30]
- スウェーデンの自立学校制度は、アメリカ合衆国のチャーター・スクール、英国のアカデミーに似ているが、契約関係ではなく、設置認可を受けると継続して運営できる点が大きく異なる。
- 学費、入学選抜を課してはならない。政府からの助成金と寄付金で運営。[31]
- 設置条件を満たしていれば、営利目的や宗教立であっても学校運営許可が取れる。
- 多くはオルタナティブ教育（モンテッソーリ教育等）、国際教育、宗教教育、障害児支援、スポーツ教育など特別な目的の学校が運営されている。
- Internationella Engelska Skolan、Kunskapsskolan が国内最大のフリースクール・グループ
- 学費運営の寄宿学校： Sigtunaskolan、Lundsbergs skola

## 第3期の教育
| 資格職業教育                | KY2 |
| 資格職業教育                | KY1 |
| KomVux（成人教育）          | PS  |
| 高等学校 (職業技術) 16–19歳 | S3  |
| 高等学校 (職業技術) 16–19歳 | S2  |
| 高等学校 (職業技術) 16–19歳 | S1  |

学費：
- スウェーデン人：税金で賄われ無料。
- 留学生：80,000-100,000 SEK／年[32]

## 高等教育
学費（2011年時点）：スウェーデン人、欧州連合および欧州経済地域の居住者、スイス市民は無料
| 教育の種類                                | 課程                      | 学年                                          | 学年                                          | 学位                                          | 学位                                | 学位                               | 学位                                   | 学年     | 学年      |
| ----------------------------------------- | ------------------------- | --------------------------------------------- | --------------------------------------------- | --------------------------------------------- | ----------------------------------- | ---------------------------------- | -------------------------------------- | -------- | --------- |
| Forskarutbildning 大学院課程              | Forskarnivå 博士課程      |                                               |                                               |                                               | Doktorsexamen 博士号(PhD) 240 単位  | Doktorsexamen 博士号(PhD) 240 単位 | Doktorsexamen 博士号(PhD) 240 単位     | 4:e året | 4:e året  |
| Forskarutbildning 大学院課程              | Forskarnivå 博士課程      | 3:e året                                      |                                               |                                               | Doktorsexamen 博士号(PhD) 240 単位  | Doktorsexamen 博士号(PhD) 240 単位 | Doktorsexamen 博士号(PhD) 240 単位     |          |           |
| Forskarutbildning 大学院課程              | Forskarnivå 博士課程      | Licentiatexamen Degree of Licentiate 120 単位 | Licentiatexamen Degree of Licentiate 120 単位 | Licentiatexamen Degree of Licentiate 120 単位 | 2:a året                            | 2:a året                           |                                        |          |           |
| Forskarutbildning 大学院課程              | Forskarnivå 博士課程      | Licentiatexamen Degree of Licentiate 120 単位 | Licentiatexamen Degree of Licentiate 120 単位 | Licentiatexamen Degree of Licentiate 120 単位 | 1:a året                            |                                    |                                        |          |           |
| Grundläggande högskoleutbildning 学部課程 | Avancerad nivå 発展レベル | 2:an                                          | Årskurs 2                                     |                                               |                                     | Masterexamen 修士号 (2年) 120 単位 | Yrkesexamina 職業学位 (3–5 years long) | 5:an     | Årskurs 5 |
| Grundläggande högskoleutbildning 学部課程 | Avancerad nivå 発展レベル | 1:an                                          | Årskurs 1                                     |                                               | Magisterexamen 修士号 (1年) 60 単位 | Masterexamen 修士号 (2年) 120 単位 | Yrkesexamina 職業学位 (3–5 years long) | 4:an     | Årskurs 4 |
| Grundläggande högskoleutbildning 学部課程 | Grundnivå 基礎レベル      | 3:an                                          | Årskurs 3                                     |                                               | Kandidatexamen 学士号 180 単位      | Kandidatexamen 学士号 180 単位     | Yrkesexamina 職業学位 (3–5 years long) | 3:an     | Årskurs 3 |
| Grundläggande högskoleutbildning 学部課程 | Grundnivå 基礎レベル      | 2:an                                          | Årskurs 2                                     | Högskoleexamen University Diploma 120 単位    | Kandidatexamen 学士号 180 単位      | Kandidatexamen 学士号 180 単位     | Yrkesexamina 職業学位 (3–5 years long) | 2:an     | Årskurs 2 |
| Grundläggande högskoleutbildning 学部課程 | Grundnivå 基礎レベル      | 1:an                                          | Årskurs 1                                     | Högskoleexamen University Diploma 120 単位    | Kandidatexamen 学士号 180 単位      | Kandidatexamen 学士号 180 単位     | Yrkesexamina 職業学位 (3–5 years long) | 1:an     | Årskurs 1 |

### 入学資格
大学進学には、スウェーデン語と英語の運用能力が求められる。留学生は、スウェーデン語の運用能力を測るために、Test in Swedish for University Studies (TISUS)の受験が求められる。そのうち母語が英語以外の者は、英語能力の証明のために、TOEFLで173点、或はケンブリッジ英検のFCE資格が求められる

### 学生支援
スウェーデン人学生は、Swedish National Board of Student Aid (CSN) から経済支援制度（最大12セメスター、総額 1,841 SEK／週：　手当 632 SEK／週 ＋ 貸付制度。2006年時点）を利用することが可能。　

### 高等教育機関

#### 公立大学
| 大学名                                      | 大学としての設立年 | 設立年 | 学生数 (FTE, 2009年) | 研究助成金 (2009年, in billion SEK) |
| ------------------------------------------- | ------------------ | ------ | -------------------- | ----------------------------------- |
| ウプサラ大学                                | 1477年             | 1477年 | 20,450               | 3.265                               |
| ルンド大学                                  | 1666年             | 1425年 | 28,554               | 3.975                               |
| ヨーテボリ大学                              | 1954年             | 1891年 | 24,900               | 2.999                               |
| ストックホルム大学                          | 1960年             | 1878年 | 28,200               | 2.203                               |
| カロリンスカ研究所                          | 1965年             | 1810年 | 5,500                | 4.027                               |
| ウメオ大学                                  | 1965年             | 1965年 | 15,850               | 1.977                               |
| スウェーデン王立工科大学                    | 1970年             | 1827年 | 11,950               | 2.033                               |
| リンショーピング大学                        | 1975年             | 1969年 | 17,200               | 1.516                               |
| Swedish University of Agricultural Sciences | 1977年             | 1775年 | 3,600                | 1.812                               |
| Luleå University of Technology              | 1997年             | 1971年 | 6,350                | 0.711                               |
| カールスタード大学（Karlstad University）   | 1999年             | 1977年 | 7,750                | 0.303                               |
| エレブルー大学（Örebro University）         | 1999年             | 1977年 | 8,600                | 0.342                               |
| Mid Sweden University                       | 2005年             | 1993年 | 7,600                | 0.333                               |
| Linnaeus University                         | 2010年             | 1977年 | 15,000               | --                                  |

#### 公立大学学部
大学カレッジ（Högskola (university college)）は、大学に準ずる高等教育機関。
| Högskola                            | 設立年 |
| ----------------------------------- | ------ |
| ボロース大学（University of Borås） | 1977年 |
| マルメ大学                          | 1998年 |
| Dalarna University College          | 1977年 |
| University College West             | 1990年 |
| Halmstad University                 | 1983年 |
| Mälardalen University College       | 1977年 |
| Blekinge Institute of Technology    | 1989年 |
| Kristianstad University College     | 1977年 |
| University of Skövde                | 1977年 |
| Gävle University College            | 1977年 |
| Gotland University College          | 1998年 |

#### 私立大学
2023年現在、スウェーデンの私立高等教育機関で、博士号までの学位を授与することができる機関は6校ある。
- チャルマース工科大学（ヨーテボリ）
- ヨンショーピング大学（英語版）（ヨンショーピング）
- ストックホルム商科大学（ストックホルム）
- エルスタ・スケンダル・ブレッケ大学（ストックホルム）
- ソフィアヘメット大学（ストックホルム）
- ストックホルム・ユニバーシティ・カレッジ（英語版）（ストックホルム）

また、修士号までの学位を授与することができる機関は以下の5校ある。
- Gammelkroppa skogsskola（スウェーデン語版）（フィーリップスタード（英語版））
- ヨハンネルンド神学校（英語版、スウェーデン語版）（ウプサラ）
- ニューマンカトリック研究大学（英語版、スウェーデン語版）（ウプサラ）
- Örebro teologiska högskola（スウェーデン語版）（エレブルー）
- スウェーデン赤十字大学（英語版、スウェーデン語版）（フッディンゲ（英語版））

また、芸術にかかる私立高等教育機関で学士号までの学位を授与することができる機関は以下の2校ある。
- Beckmans College of Design（スウェーデン語版）（ストックホルム）
- ストックホルム音楽教育大学（英語版、スウェーデン語版）（フッディンゲ）

### 高等教育の民主性
学生の民主性においては、Swedish National Agency for Higher Education が公平に扱う

#### 法規
- 高等教育法（the Higher Education Act、スウェーデン議会発行）
- 高等教育条例（the Higher Education Ordinance、政府発行）

主原則:
- 地方政府による高等教育機関設置
- 研究調査に基づく高等教育課程
- 高等教育機関の地域社会との連携
- 全ての起草、意思決定への学生参加の義務化

#### 主な議論
- 大学進学の容易化
  - スウェーデン人、欧州連合/欧州経済地域の居住者、スイス市民への、学費無料化
  - 入学試験の廃止、入学手続きの簡略化
- 少数民族、低所得者の大学参加の拡大
- ジェンダー平等の保証
- 国際的観点による教育の強化

#### 平等待遇法
法律「高等教育機関における学生の平等待遇法（Act for Equal Treatment of Students in Higher Education）」2001年発行
- 性別、民族、出身、宗教、性的指向、健康状態に問わず、学生は平等
- ハラスメント、差別の予防
- 平等主義を積極的に促進するために、各大学は毎年年次計画を発行
- 学生との恊働により改善に取り組む
- 学生の意見を基に、ハラスメントや差別が報告された場合、大学は調査、措置を取る義務を持つ。

### 大学ランキング
| 機関                     | 2004年 | 2005年 | 2006年 | 2007年 | 2008年 | 2009年 | 2010年 | 2011年 |
| ------------------------ | ------ | ------ | ------ | ------ | ------ | ------ | ------ | ------ |
| チャルマース工科大学     | 110    | 166    | 147    | 197    | 162    | 198    | 204    | 226    |
| ヨーテボリ大学           | -      | 190    | -      | -      | -      | 185    | 183    | 212    |
| カロリンスカ研究所       | -      | -      | -      | -      | -      | -      | 43     | 32     |
| ルンド大学               | 171    | 180    | 122    | 106    | 88     | 67     | 72     | 80     |
| スウェーデン王立工科大学 | 122    | 196    | 172    | 192    | 173    | 174    | 150    | 187    |
| ストックホルム大学       | 139    | -      | -      | -      | -      | -      | 129    | 131    |
| ウプサラ大学             | 140    | 180    | 111    | 71     | 63     | 75     | 62     | 87     |
| ウメオ大学               | -      | -      | -      | -      | -      | -      | -      | 222    |

| 大学               | 2003年 | 2004年 | 2005年 | 2006年 | 2007年 | 2008年 | 2009年 | 2010年 | 2011年 |
| ------------------ | ------ | ------ | ------ | ------ | ------ | ------ | ------ | ------ | ------ |
| ウプサラ大学       | 59     | 74     | 74     | 65     | 66     | 71     | 76     | 66     | 67     |
| ルンド大学         | 93     | 92     | 92     | 90     | 97     | 97     | -      | -      | 109    |
| ヨーテボリ大学     | -      | -      | -      | -      | -      | -      | -      | -      | 263    |
| ストックホルム大学 | -      | 97     | 97     | 84     | 86     | 86     | 88     | 79     | 81     |
| カロリンスカ研究所 | 39     | 46     | 46     | 48     | 53     | 51     | 50     | 42     | 44     |
| ウメオ大学         | -      | 248    | 252    | 253    | 256    | 256    | 252    | 249    | 247    |

## スウェーデン教育史
- 1842年、スウェーデン議会は、4年間の小学校"Folkskola"を採用
- 1858年、7歳から就学開始となる
- 1882年、Folkskola"に、5、6年生が追加
- 1905年、第2次教育機関"högre allmänna läroverket"は、"realskola"（最初の6年間）と、"gymnasium"（それに続く4年間）に区分
- 1930年代、7年間の学校教育が義務化
- 1949年秋学期より、9年制学校（enhetsskola）が部分的に採用される
- 1950年5月26日、スウェーデン議会は enhetsskolaを採用
- 1950年代、8年間の学校教育が義務化
- 1958年、 enhetsskolaは、försöksskolaに改称
- 1962年、försöksskolaは、grundskolaに改称
- 1971年、fackskola、gymnasium、yrkesskolaが統合され、"gymnasieskola"になる
- 1972年、9年間（7−16歳）の学校教育が義務化
- 1972年、全国にgrundskolaが導入。folkskolaとhögre allmänna läroverket は廃止される
- 1990年代初頭、6歳児に förskoleklass（任意教育）が導入

## 教育制度の比較
| 年齢 | スウェーデン                          | スウェーデン             | スウェーデン        | アメリカ合衆国            | アメリカ合衆国 | アメリカ合衆国 |
| 年齢 | 学校                                  | 学年                     | 学年                | 学校                      | 学年           | 学年           |
| ---- | ------------------------------------- | ------------------------ | ------------------- | ------------------------- | -------------- | -------------- |
| 18   | Gymnasieskola 高等学校 16–19歳        | 3:an                     | Årskurs 3           |                           |                |                |
| 17   | Gymnasieskola 高等学校 16–19歳        | 2:an                     | Årskurs 2           | 高等学校 14–18歳 (義務)   | Grade 12       | Senior         |
| 16   | Gymnasieskola 高等学校 16–19歳        | 1:an                     | Årskurs 1           | 高等学校 14–18歳 (義務)   | Grade 11       | Junior         |
| 15   | Grundskola 義務学校 7–16歳 (義務教育) | 9:an                     | Årskurs 9           | 高等学校 14–18歳 (義務)   | Grade 10       | Sophomore      |
| 14   | Grundskola 義務学校 7–16歳 (義務教育) | 8:an                     | Årskurs 8           | 高等学校 14–18歳 (義務)   | Grade 9        | Freshman       |
| 13   | Grundskola 義務学校 7–16歳 (義務教育) | 7:an                     | Årskurs 7           | 中学校 11–14歳 (義務教育) | Grade 8        | Grade 8        |
| 12   | Grundskola 義務学校 7–16歳 (義務教育) | 6:an                     | Årskurs 6           | 中学校 11–14歳 (義務教育) | Grade 7        | Grade 7        |
| 11   | Grundskola 義務学校 7–16歳 (義務教育) | 5:an                     | Årskurs 5           | 中学校 11–14歳 (義務教育) | Grade 6        | Grade 6        |
| 10   | Grundskola 義務学校 7–16歳 (義務教育) | 4:an                     | Årskurs 4           | 小学校 6–11歳 (義務教育)  | Grade 5        | Grade 5        |
| 9    | Grundskola 義務学校 7–16歳 (義務教育) | 3:an                     | Årskurs 3           | 小学校 6–11歳 (義務教育)  | Grade 4        | Grade 4        |
| 8    | Grundskola 義務学校 7–16歳 (義務教育) | 2:an                     | Årskurs 2           | 小学校 6–11歳 (義務教育)  | Grade 3        | Grade 3        |
| 7    | Grundskola 義務学校 7–16歳 (義務教育) | 1:an                     | Årskurs 1           | 小学校 6–11歳 (義務教育)  | Grade 2        | Grade 2        |
| 6    | Förskoleklass 就学前教室 6歳          | Årskurs F 別称 0:an      | Årskurs F 別称 0:an | 小学校 6–11歳 (義務教育)  | Grade 1        | Grade 1        |
| 5    | Förskola プレスクール 1–5歳           |                          |                     | Kindergarten 5–6歳        | K              | K              |
| ≤ 4  | Förskola プレスクール 1–5歳           | Pre-Kindergarten 5歳未満 | Pre-K               | Pre-K                     |                |                |

## 課題と批判

### 平等
スウェーデンの教育制度は、1990年代から急速に地方分権化が実施され、また自立学校が奨励された。結果、地域間の教育格差などが問題となり、地方分権化は失敗との見方が出ている。国民の約半数が、教育機関の再国有化に賛成との調査結果も出ている。2012年に経済協力開発機構（OECD）が実施した学習到達度調査（PISA）において、スウェーデンの成績はOECD平均を大きく下回り、学力低下が浮き彫りになった。
教師の待遇も良いとはいえず、経済協力開発機構加盟国で行われた2013年の「教授・学習国際調査」で、スウェーデンの教師は46.6%が「再び職業を選ぶならば教師になりたくない」と回答している。これは調査対象の国の中で最多である。

### 外国人生徒の学習権保障
18歳未満の子供・若者は全国で2,155,000人いるが、このうち196,000人(約9%)は外国で生まれた子供・若者、318,000人(約15%)は国内で生まれた外国の背景を持つ子供・若者である。この割合は増加傾向にあり、教育課題となっている(2018年)。スウェーデンは移民に最も寛容な政策をとる国のひとつと言われ、最近も人道的な理由による難民や亡命者を積極的に受け入れている。スウェーデンの学習権保障は居住地主義を採っているため、在留許可のない不法滞在者の子供・若者にも学習権が保障される。これらの事情により、「ペーパーレスの子供(papperlösa barn)」「ニューカマーの子供(nyanlända barn)」「単身で来た子供(ensamkommande barn och ungdomar)」の支援が特に必要とされている。

## 参照
1. 1 2 3  “Barn, elever och personal - Riksnivå 2010” (Swedish).  Swedish National Agency for Education. p. 85 (2010年). 2011年1月15日閲覧。[リンク切れ]
2. 1 2  OECD (2014). Education at a Glance 2014 (Report). p. 42. doi:10.1787/eag-2014-en.
3. ↑  “Det här gör Skolverket”.   Skolverket. 2020年12月27日閲覧。
4. ↑  “Om oss”.   Skolinspektionen. 2020年12月27日閲覧。
5. ↑  “Om oss”.   Universitetskanslersämbetet. 2020年12月27日閲覧。
6. ↑  “Detta gör UHR”.   Universitets- och högskolerådet. 2020年12月27日閲覧。
7. ↑  “Befolkning 16-74 år efter kön, ålder, nationell bakgrund, utbildningsnivå och utbildningsinriktning SUN 2020. År 2019”.   Statistiska Centralbyrån. 2020年12月27日閲覧。
8. 1 2  
Skolverket (2005年8月22日). “Karta över utbildningssystemet” (Swedish).   Skolverket. 2007年7月8日閲覧。
9. 1 2  Swedish National Agency for Education. “The Swedish Education System”.   Swedish National Agency for Education. 2007年7月8日閲覧。
10. 1 2  Bäcklin, Lotta (2007年6月7日). “Den nya utbildnings- och examensstrukturen” (Swedish).   Högskoleverket. 2007年5月6日時点のオリジナルよりアーカイブ。2007年7月8日閲覧。
11. 1 2  Bäcklin, Lotta (2007年6月7日). “The new structure of programmes and qualifications”.   Swedish National Agency for Higher Education. 2007年10月9日時点のオリジナルよりアーカイブ。2007年7月8日閲覧。
12. ↑  Ståhle, Lennart (2007年5月30日). “Universitet eller högskola?” (Swedish).   Högskoleverket. 2007年8月3日閲覧。
13. ↑  Ståhle, Lennart (2007年6月11日). “University or University College?”.   Swedish National Agency for Higher Education. 2007年10月7日時点のオリジナルよりアーカイブ。2007年8月3日閲覧。
14. ↑  Skollag (2010:810) 8kap. 5 §
15. ↑  Föräldraledighetslagen (1995:584)
16. ↑  Skollag (2010:810) 8kap. 6 §
17. ↑  Skollag (2010:810) 8kap. 4 §
18. 1 2 3  Skolverket (2020), Samtliga skolformer och fritidshem, barn/elever läsåret 2019/20, Antal elever och skolenheter inkl fritidshem.
19. ↑  7 kapitlet. 10 § skollagen.
20. ↑  SFS 2014:1013 Lag om ändring i skollagen (2010:800)
21. ↑  Skollag (2010:800)
22. ↑  Skollag (2010:810) 9 kap. 8 §, 10 kap. 10 §
23. ↑  SKOLFS 2011:149, Planering och genomförande av undervisningen – för grundskolan, grundsärskolan, specialskolan och sameskolan.
24. ↑  “Försöksverksamhet: betyg från årskurs 4”.   Skolverket. 2020年12月27日閲覧。
25. ↑  “Försöksverksamhet med spetsutbildning i högstadiet”.   Skolverket. 2020年12月27日閲覧。
26. ↑  Skolverket (2018). Allmänna råd om betyg och betygssättning. Skolverket. ISBN 978-91-7559-329-6
27. ↑  OECD (2008-08), OECD Reviews of Vocational Education and Training: A Learning for Jobs Review of Sweden 2008, doi:10.1787/9789264113978-en
28. ↑  林寛平「スウェーデンにおける学校選択制による学校間成績差抑制モデルの分析 : ナッカ市におけるSALSAを活用した予算配分を事例に」『教育行政学研究と教育行政改革の軌跡と展望 : 学会創立50周年記念』、日本教育行政学会、2016年10月、174-179頁、doi:10.24491/jeas.50thanniv..0_174、NAID 120006352568。
29. ↑  Buonadonna, Paola (2008年6月26日). “Free schools”. BBC News Online
30. ↑  “The Swedish model”. The Economist. (2008年6月12日) 2011年1月15日閲覧。
31. ↑  “アーカイブされたコピー”. 2009年10月22日時点のオリジナルよりアーカイブ。2016年2月8日閲覧。
32. ↑  “Fees and costs - SWEDEN.SE”. 2011年8月22日閲覧。
33. ↑  Swedish Ministry of Education and Research. “Competing on the basis of quality – tuition fees for foreign students”. 2011年1月14日閲覧。
34. ↑  studera.nu. “Application and tuition fees”. 2010年12月31日時点のオリジナルよりアーカイブ。2011年1月14日閲覧。
35. ↑  “Grundläggande behörighet” (Swedish).  studera.nu (2007年9月11日). 2007年11月14日時点のオリジナルよりアーカイブ。2007年10月30日閲覧。
36. ↑  “Utländska betyg: Behörighet” (Swedish).  studera.nu (2007年10月4日). 2007年11月14日時点のオリジナルよりアーカイブ。2007年10月30日閲覧。
37. 1 2  Swedish Higher Education Authority (Högskoleverket) - Annual report 2010 (Swedish), page 106ff Archived 2010年10月31日, at the Wayback Machine.
38. 1 2 3  “List of recognised higher education institutions in Sweden” (英語). UHR.se. 2023年5月23日時点のオリジナルよりアーカイブ。2025年3月1日閲覧。
39. ↑  “崩壊するスウェーデンの学校制度（下） 教育が差別と分断を招くのか ～北欧・福祉社会の光と影（9）”. 日本ビジネスプレス. (2013年4月29日) 2013年4月30日閲覧。{{cite news}}:  CS1メンテナンス: 先頭の0を省略したymd形式の日付 (カテゴリ)
40. ↑  “北欧の教育王国はなぜ崩壊したのか？　スウェーデンの学力凋落の原因を探る”. 産経新聞. (2014年1月5日) 2014年1月5日閲覧。{{cite news}}:  CS1メンテナンス: 先頭の0を省略したymd形式の日付 (カテゴリ)
41. ↑  “【社説】最悪の集団無気力に陥った韓国の教師たち”. 中央日報. (2015年2月10日) 2015年2月15日閲覧。{{cite news}}:  CS1メンテナンス: 先頭の0を省略したymd形式の日付 (カテゴリ)
42. ↑   (スウェーデン語) [https://www.scb.se/contentassets/ed22f1c0a03e4ee199bad44cc32162e0/le0102_2020a01_br_be51br2003.pdf Uppväxtvillkor för barn
med utländsk bakgrund]. Statistiska centralbyrån. (2020). ISSN 1654-1510
43. ↑  “Om ensamkommande barn och ungdomar”.   Migrationsverket. 2020年12月27日閲覧。
44. ↑  林, 寛平（著）、日本比較教育学会（編）「スウェーデンにおける外国人児童生徒の教育課題」『比較教育学研究』第2015巻第51号、26-36頁。